# Gulskogen

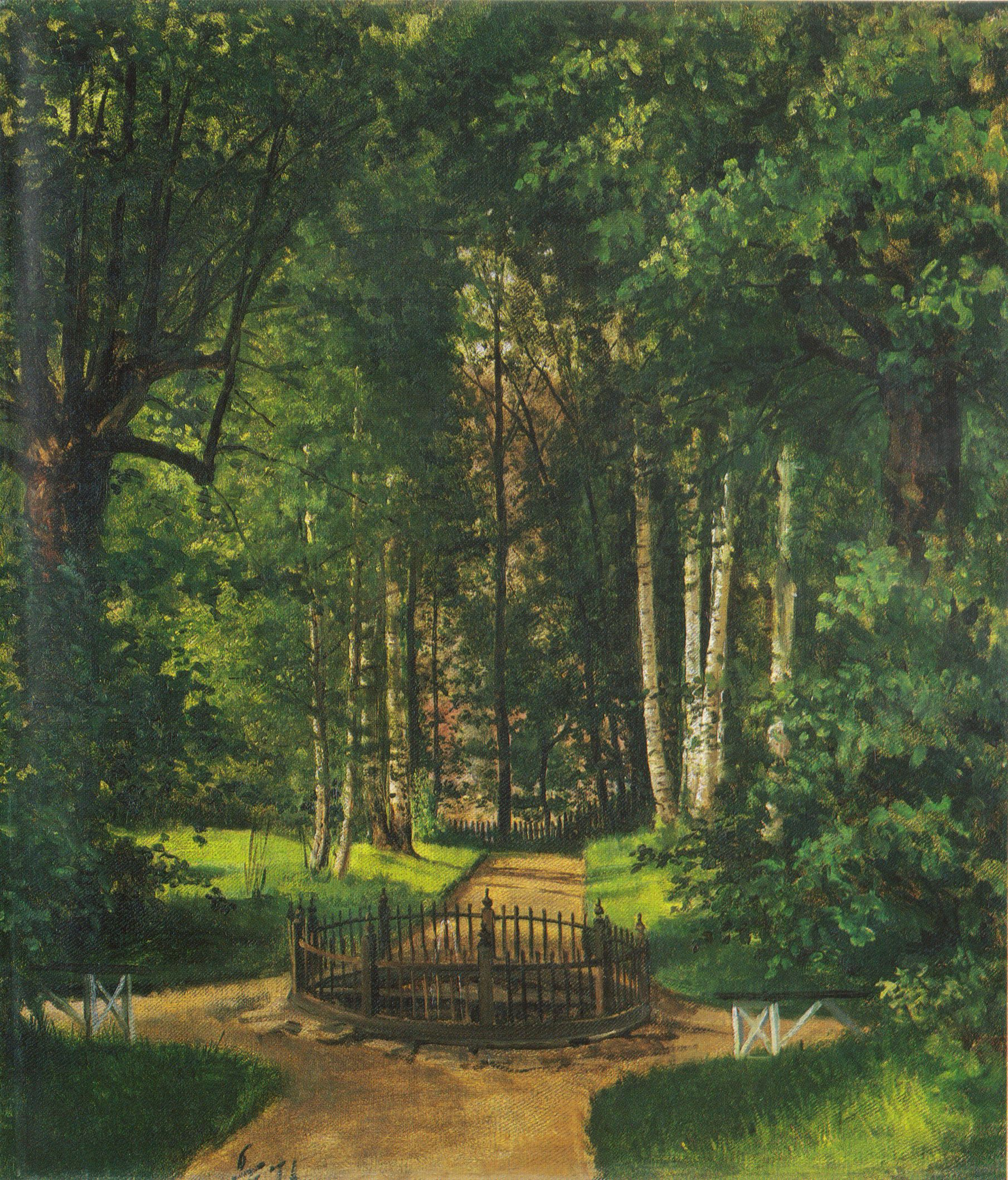
Schilderij van de tuin van het landhuis Gulskogen gard van Peter Nicolai Arbo (1871).

Gulskogen is een wijk binnen de gemeente Drammen in de Noorse provincie Buskerud. Deze wijk telt per 1 januari 2011 4.472 inwoners. De wijk (of het gebied) ontleend haar naam aan het vroegere landhuis Gulskogen gård dat er gevestigd ligt, tegenwoordig maakt het deel uit van het Drammen Museum.
Het gebied heette echter vroeger Strømsgodset en was een zelfstandig dorp, dat bestond uit enkele boerderijen en het landhuis totdat het in 1843 fuseerde met het dorp Skoger en in 1964 als wijk werd opgeslokt door Drammen. In de wijk ligt een van de oudste scholen van de streek, de Gulskogen Strømsfjerdingen school (ca. 1784) en ook de voetbalclub Strømsgodset IF doet nog terug denken aan de oude benaming van de wijk.
Berger · Drammen · Jordbrekkskogen · Gulskogen · Nedre Eiker · Nesbygda · Konnerud · Pukerud · Skoger · Stubberud · Svelvik · Tangen